# Liste der Denkmäler für homosexuelle Opfer des Nationalsozialismus
Seit 1984 gibt es Denkmäler für homosexuelle Opfer des Nationalsozialismus.

## Übersicht
Denkmäler, die an die Verfolgung schwuler Männer durch die Nationalsozialisten erinnern, entstanden zunächst in ehemaligen Konzentrationslagern. Der erste Gedenkstein war eine Gedenktafel in der Form eines Winkels aus rosa Granit im KZ Mauthausen. Das erste Denkmal, das außerhalb eines ehemaligen KZs verwirklicht wurde, war das Homomonument in Amsterdam, das zugleich auch das erste freistehende Denkmal war, also das erste, das in seiner Gestaltung über eine Erinnerungstafel hinausging.

## Liste
| Name                                                                      | Jahr      | Ort                                                                  | Beschreibung | Inschrift / Bemerkung | Initiative, Realisierung | Bild |
| ------------------------------------------------------------------------- | --------- | -------------------------------------------------------------------- | --- | --- | --- | --- |
| Gedenktafel „Rosa Winkel“                                                 | 1984      | KZ Mauthausen (Oberösterreich)                                       | Dunkelrosa steinerne Gedenktafel in Form eines Winkels mit Inschrift | „Totgeschlagen \ Totgeschwiegen \ – \ Den \ homosexuellen Opfern \ des \ Nationalsozialismus \ – \ Die \ homosexuellen \ Initiativen \ Österreichs \ 1984“ | HOSI Wien für alle HOSIs | Gedenktafel „Rosa Winkel“, KZ Mauthausen                                                                               |
| Gedenkstein „Rosa Winkel“                                                 | 1985      | KZ Neuengamme (Hamburg)                                              | Leicht aus dem Boden ragender dunkelrosa quadratischer Gedenkstein mit eingraviertem Winkel und Inschrift | Den \ homosexuellen \ Opfern \ des \ National- \ sozialis- \ mus \ 1985 | Unabhängige Homosexuelle Alternative (UHA) Hamburg | Gedenkstein „Rosa Winkel“, KZ Neuengamme                                                                               |
| Gedenktafel „Rosa Winkel“                                                 | 1985      | KZ Dachau (Bayern)                                                   | Steinerne Gedenktafel in Form eines Winkels mit Inschrift | „Totgeschlagen \ Totgeschwiegen \ – \ Den \ homosexuellen Opfern \ des \ Nationalsozialismus \ – \ Die \ homosexuellen \ Initiativen \ Münchens \ 1985“ Nach Verweigerung des „Comité International de Dachau“ (Zusammenschluss ehemaliger Häftlinge) wurde er 1988 provisorisch im freien Bereich der Evangelischen Versöhnungskirche auf dem KZ-Gelände aufgestellt. Erst 1995, zehn Jahre nach der Initiative, wurde er offiziell akzeptiert und im Gedenkraum der KZ-Gedenkstätte installiert.                                                                   | Verein für sexuelle Gleichberechtigung (VSG) und HuK München | Gedenktafel „Rosa Winkel“, KZ Dachau                                                                                   |
| Homomonument                                                              | 1987      | Amsterdam, Westermarkt                                               | Drei große Winkel aus Granit zu einem gemeinsamen Winkel arrangiert, einer davon mit Inschrift; Entwurf: Karin Daan | “Naar vriendschap zulk een mateloos verlangen” (Nach Freundschaft ein so maßloses Verlangen) | Stiftungskomitee, realisiert durch private Spendenaktionen und durch Spenden verschiedener Stadtteilgruppen, Bürgermeister, der Regionalverwaltung und Ministerien | Homomonument, Amsterdam                                                                                                |
| Gedenktafel „Rosa Winkel“                                                 | 1989      | Berlin, Nollendorfplatz                                              | Steinerne Gedenktafel in Form eines Winkels mit Inschrift und Zusatztafel aus Metall | „Totgeschlagen \ Totgeschwiegen \ Den \ homosexuellen Opfern \ des \ Nationalsozialismus“ | Allgemeine Homosexuelle Arbeitsgemeinschaft (AHA) und HuK Berlin | Gedenktafel „Rosa Winkel“, Berlin                                                                                      |
| Gedenkstein „Rosa Winkel“                                                 | 1990      | Bologna, Park an der Piazza di Porta Saragozza                       | Eben im Boden eingelassener Gedenkstein in Form eines Winkels mit Inschrift | «Alle vittime omosessuali del \ razzismo nazifascista \ 25 Aprile 1990 \ 45. Anniversario \ della \ liberazione» (Den homosexuellen Opfern des nazi-faschistischen Rassismus, 25. April 1990, 45. Jahrestag der Befreiung) | Arcigay | |
| Gedenktafel für die homosexuellen Opfer des Nationalsozialismus           | 1992      | Gedenkstätte und Museum Sachsenhausen KZ Sachsenhausen (Oranienburg) | Gedenktafel aus schwarzem Metall mit durchbrochener Inschrift | „Totgeschlagen \ Totgeschwiegen \ Den \ homosexuellen \ Opfern \ des \ Nationalsozialismus“ | Enthüllt am 22. November 1992 – Auf Initiative des Berliner Gesprächskreises Homosexualität der Evangelischen Advent-Kirchengemeinde Prenzlauer Berg mit Unterstützung von Bundesverband Homosexualität (BVH), HuK Berlin, Schwulenverband in Deutschland (SVD), Sonntags-Club e.V. und Einzelpersonen | Gedenktafel für die Homosexuellen Opfer des Nationalsozialismus – Sachsenhausen                                        |
| Metallskulptur                                                            | 1993      | Den Haag, Koninginnengracht / Dr.-Aletta-Jacobs-Weg                  | Metallskulptur in Form eines aufsteigenden gewundenen Bandes von blau zu rosa; Entwurf: Theo ten Have | Bedeutung: selbstbewusstes homosexuelles Leben; grüner Rasen = Gesellschaft, blaue Basis = Bewusstwerdung, Knoten = Konflikt, aufsteigendes Rosa = Befreiung | Stiftungskomitee, realisiert durch Gelder der Regionalverwaltung | Metallskulptur, Den Haag                                                                                               |
| Mahnmal Homosexuellenverfolgung (Frankfurter Engel)                       | 1994      | Frankfurt, Klaus-Mann-Platz                                          | Platzgestaltung und Bronzeskulptur; Entwurf: Rosemarie Trockel | „Homosexuelle \ Männer und Frauen \ wurden im \ Nationalsozialismus \ verfolgt und ermordet \ – \ Die Verbrechen \ wurden verleugnet \ die Getöteten verschwiegen \ die Überlebenden \ verachtet und verurteilt \ – \ Daran erinnern wir \ in dem Bewusstsein \ dass Männer \ die Männer lieben \ und Frauen \ die Frauen lieben \ immer wieder \ verfolgt \ werden können \ – \ Frankfurt am Main \ Dezember 1994“ | Initiative Mahnmal Homosexuellenverfolgung e. V., realisiert durch bundesweite Spenden und Unterstützung der Stadt Frankfurt, der Hessischen Kulturstiftung und der Hannchen-Mehrzweck-Stiftung | Frankfurter Engel |
| Granitskulptur „Rosa Winkel“ Gedenkstein für homosexuelle NS-Opfer        | 1995      | Köln, Rheinufer (Rheingarten) an der Hohenzollernbrücke              | Granitskulptur aus zwei rosa Blöcken zwischen zwei grauen Blöcken, Entwurf: Achim Zinkann | „Totgeschlagen \ totgeschwiegen \\ Den schwulen \ und lesbischen \ Opfern des \ National \ sozialismus“ | AK Homosexualität der Gewerkschaft ÖTV (jetzt Verdi) Köln, realisiert durch Spenden | Granitskulptur „Rosa Winkel“, Köln                                                                                     |
| Granitstein mit „Rosa Winkel“                                             | 1999      | Anchorage (Alaska), Municipal Cemetery                               | Schwarzer Grabstein mit Inschrift und an der oberen Kante eingesetztem Rosa Winkel | “Your Spirit Lives \ on, in \ Love, Peace and Pride” (Dein Geist lebt weiter, in Liebe, Frieden und Stolz) | Anchorage Gay Community, realisiert mit Unterstützung von Dan Cook AKA Empress XVIII Cherresse, H.I.M. Peggy Murphy und Emperor VII | |
| Skulptur „Rosa Winkel“                                                    | 2001      | Sydney, Green Park in Darlinghurst                                   | Beleuchtete Glas-/Metallskulptur, Idee: Kitty Fischer | “We remember you have suffered or died at the hands of others. Women who have loved women, men who have loved men, and all of those who have refused the roles others have expected us to play. Nothing shall purge your deaths from our memories.” (Wir gedenken eurer, die gelitten haben oder gestorben sind durch die Hände anderer. Frauen, die Frauen geliebt haben, Männer, die Männer geliebt haben, und alle jene, die die Rollen abgelehnt haben, die andere von uns erwartet haben zu spielen. Nichts wird euren Tod in unseren Erinnerungen auslöschen.) | Gay-Aktivisten-Gruppe, realisiert durch Spenden | Skulptur „Rosa Winkel“, Sydney                                                                                         |
| Pink Triangle Park and Memorial                                           | 2001      | San Francisco                                                        | Skulptur aus 15 grauen Granit-Stelen, und einer dreieckigen, mit rosa Quarz geschotterten Fläche, die auf die Harvey Milk Plaza weisen; Entwurf: Robert Bruce und Susan Martin | | Eureka Valley Promotion Association (Nachbarschaftsvereinigung des Castro-, Upper Market- und Duboce-Viertels) mit Unterstützung des Department of Public Works und der San Francisco Arts Commission                                                                                                  | Pink Triangle Park and Memorial                                                                                        |
| Gedenktafel mit „Rosa Winkel“                                             | 2005      | KZ Risiera di San Sabba (Triest)                                     | Schwarze Granittafel mit Inschrift und aufgesetztem Rosa Winkel | «Contro tutte le discriminazioni \ Il Circolo Arcobaleno AcriGay AcriLesbia di Trieste \ Ricorda le vittime omosessuali del nazifascismo \ 27 Genniao 2005» (Gegen alle Diskriminierungen. Der Kreis Regenbogen, ArciGay, ArciLesbica Triest in Erinnerung an die homosexuellen Opfer des Nazi-Faschismus, 27. Januar 2005) | Il Circolo Arcobaleno, ArciGay & ArciLesbica Triest | Gedenktafel, Triest |
| Monolith mit „Rosa Winkel“                                                | 2005      | Montevideo (Uruguay), Plaza de la Diversidad Sexual                  | Monolith mit „Rosa Winkel“ aus Marmor und mit Inschrift | «Honrar la diversidad \ es honrar la vida \ – \ Montevideo por el respeto \ a todo género, identidad \ y orientación sexual \ – \ Ano 2005» (Die Vielfalt ehren, heißt das Leben ehren. Montevideo für den Respekt gegenüber allen Gendern, Identitäten und sexuellen Orientierungen, im Jahr 2005) | Schwule, lesbische und transgender Gruppen Uruguays | Monolith mit „Rosa Winkel“, Montevideo                                                                                 |
| Gedenkstein mit „Rosa Winkel“                                             | 2006      | KZ Buchenwald (Thüringen)                                            | Leicht aus dem Boden schauender weißer Gedenkstein mit Inschrift und aufgesetztem Rosa Winkel | „Im Gedenken an die homosexuellen Männer, \ die hier gelitten haben. \ – \ Von 1937–1945 waren im Konzentrationslager Buchenwald \ 650 Rosa-Winkel-Häftlinge inhaftiert. \ Viele von ihnen kamen ums Leben.“ Darunter das Gleiche nochmals auf Englisch. | Evangelische Kirche in Mitteldeutschland | Gedenkstein, KZ Buchenwald                                                                                             |
| Denkmal für die im Nationalsozialismus verfolgten Homosexuellen           | 2008      | Berlin, Großer Tiergarten                                            | Denkmal aus grauem Betonquader mit integriertem Videoclip; Entwurf: Michael Elmgreen und Ingar Dragset | Informationstafel mit ausführlichem Text | Initiative „Der homosexuellen NS-Opfer gedenken“ und Lesben- und Schwulenverband in Deutschland (LSVD), realisiert mit Mitteln des Bundeskulturstaatsministers. | Denkmal für die im Nationalsozialismus verfolgten Homosexuellen, Berlin                                                |
| Gedenkstätte für die homosexuellen Opfer des NS-Regimes                   | 2013 2020 | Nürnberg, Magnus-Hirschfeld-Platz (Sterntor)                         | Stele aus Edelstahl, 2,98 × 1,25; Entwurf: Christof Popp. Die Stele entspricht in ihrer Gestaltung den Gedenkstelen auf dem ehemaligen Reichsparteitagsgelände sowie den Stelen für die Opfer des Euthanasie-Programms der Nationalsozialisten und der Opfer des Nationalsozialistischen Untergrundes in Nürnberg. 2019 erfolgte eine Benennung des Platzes nach Magnus Hirschfeld sowie 2020 eine Erweiterung um mehrere Gedenksteine, eine Regenbogenbank sowie eine Aufwertung der Grünflächen. | Ausführlicher Text und Bilder (2013) Mehrere Gedenksteine und eine Bank in Regenbogenfarben (2020) Inschrift der Lesbengedenkkugel: „Zum Gedenken \ an \ die lesbischen Frauen \ die im Nationalsozialismus \ unter dem Vorwand von Prostitution \ Asozialität Kriminalität \ verfolgt wurden“ | Aufgestellt von der Stadt Nürnberg auf Antrag der Stadtratsfraktion von Bündnis 90/Die Grünen. Die Initiative ging von Fliederlich e.V. und Geschichte Für Alle e.V. aus, die seit 2000 Stadtführungen zum Thema „Homosexuelle unter dem Hakenkreuz“ durchführen.                                      | |
| Denkmal für homosexuelle Opfer der NS-Diktatur                            | 2014      | Tel Aviv, Israel                                                     | Denkmal in Form eines Rosa Winkels | Inschrift in hebräischer, englischer und deutscher Sprache: „Den Opfern des Nationalsozialismus, die wegen ihrer sexuellen Orientierung und geschlechtlichen Identität verfolgt wurden“ | Aufgestellt von der Stadt Tel Aviv | Das Denkmal für im Nationalsozialismus verfolgte Homosexuelle wurde am 10. Januar 2014 in Tel Aviv, Israel eingeweiht. |
| Denkmal für im Nationalsozialismus verfolgte Homosexuelle in Lübeck       | 2016      | Lübeck                                                               | Die Gedenktafel ist aus grauem Gusseisen (Grauguss) gefertigt und 160 cm breit, 60 cm hoch und 4 cm dick. Künstler: Erich Lethgau | „In Erinnerung an die Menschen, die aufgrund ihrer homosexuellen Identität im Nationalsozialismus verfolgt und ermordet wurden“ | Auf Initiative des Lübecker CSD e.V. und realisiert von der Hansestadt Lübeck sowie privaten Spendern. | Denkmal für im Nationalsozialismus verfolgte Homosexuelle in Lübeck                                                    |
| Denkmal für die erste Homosexuelle Emanzipationsbewegung                  | 2017      | Berlin-Mitte                                                         | Denkmal besteht aus sechs verschiedenfarbigen Calla-Lilien | Installation mit Gedenktafeln die Informationen zur ersten homosexuellen Emanzipationsbewegung beinhalten | Lesben- und Schwulenverband Berlin-Brandenburg (LSVD) | |
| Denkmal für die im Nationalsozialismus verfolgten Lesben und Schwulen     | 2017      | München                                                              | Auf 90 Quadratmetern wurden bunte Betonplatten platziert – ein Symbol dafür, „dass jeder seinen Platz hat in der Gesellschaft“. | | | Denkmal für die in der NS-Zeit verfolgten Lesben und Schwulen (München) 1521                                           |
| Denkmal zur Erinnerung an die „homosexuellen“ Häftlinge im KZ Flossenbürg | 2022      | KZ Flossenbürg (Bayern)                                              | Frei stehende Steinstele aus Wachenzeller Dolomit, 170 cm hoch, mit abgeschrägter Spitze in Form eines Dreiecks | „Zum Gedenken / der Männer / die dem §175 / zum Opfer fielen / und im / KZ Flossenbürg / interniert wurden“ Der ursprünglich vorgesehene Einweihungstermin am 11.10.2020 wurde wegen Corona-Schutzmaßnahmen verschoben. | Fliederlich e.V. Nürnberg | |
| Gedenkkugel Ravensbrück                                                   | 2022      | KZ Ravensbrück                                                       | Herbst 2022 Tonkugel | „In Gedenken aller lesbischen Frauen und Mädchen im Frauen-KZ Ravensbrück und Uckermark. Sie wurden verfolgt, inhaftiert, auch ermordet. Ihr seid nicht vergessen.“ | Initiative Autonome Feministische Frauen und Lesben aus Deutschland und Österreich | Gedenkkugel für die verfolgten und ermordeten lesbischen Frauen im KZ Ravensbrück und Uckermark 2022                   |
| Die Schattenseite des Regenbogens                                         | 2022      | Darmstadt, Herrngarten                                               | Skulptur aus sechs aufrecht stehenden Metallbögen, deren eine Hälfte in den Regenbogenfarben gestrichen ist. | „Im Gedenken an die Opfer des § 175 StGB“ | Stadt Darmstadt Ökumenische Arbeitsgruppe Homosexuelle und Kirche (HuK) | Die Schattenseite des Regenbogens, Darmstadt                                                                           |
| Arcus (Schatten eines Regenbogens)                                        | 2023      | Wien, Resselpark                                                     | gebogene Stäbe in Form eines Regenbogens in verschiedenen Grauschattierungen | | Stadt Wien, Nationalfonds der Republik Österreich | |

## Nicht verwirklichte Projekte
In Wien wurde das Mahnmal Morzinplatz (ehemaliger Standort der Gestapo-Leitstelle) 1999 um einen aufgesetzten Holzbalken mit einem rosa und einem schwarzen Winkel kurzzeitig provisorisch erweitert. Ein eigenes Mahnmal für queere NS-Opfer hätte 2007 eröffnet werden sollen. Inzwischen scheint das Projekt aufgrund technischer Probleme gescheitert. 2019 wurde der Resselpark als neuer Standort für das Denkmal für homosexuelle Opfer in der NS-Zeit fixiert. Im April 2020 sollte eine Jury das Siegerprojekt eines Wettbewerbes bestimmen. Die Bekanntgabe des Gewinners fand am 1. Juli 2020 statt – der britische Künstler Marc Quinn. Dieser zog seinen Denkmal-Entwurf jedoch im Juli 2021 zurück. Nach der erneuten Ausschreibung wurde der Entwurf „ARCUS (Schatten eines Regenbogens)“ des Teams Sarah Ortmeyer und Karl Kolbitz am 18. Mai 2022 zum Sieger ernannt. Anfang Juni 2023 wurde die fertiggestellte Skulptur präsentiert. Das Gesamtbudget in der Höhe von 300.000 Euro wurde von der Stadt Wien und dem Nationalfonds der Republik Österreich zur Verfügung gestellt.

## Andere Formen des Gedenkens
Inzwischen gibt es auch einige Stolpersteine, die an homosexuelle KZ-Opfer erinnern: 
Auf Betreiben des Vereins Les « Oublié(e)s » de la Mémoire wurde 2008 in Toulouse eine Straße nach Pierre Seel benannt. Das Straßenschild wurde am 23. Februar 2008 eingeweiht. In Wien wurde 2008 ein Platz nach Heinz Heger benannt.